# Georg Partack
Georg Partack (lateinisch Georg Partackius, auch Georgius Partackius Reinhartzensis; * im 16. Jh. in Reinerz, Grafschaft Glatz; † im 17. Jh.) war ein deutscher lutherischer Geistlicher. Bekannt wurde er als Verfasser eines lateinischen Lobgedichts auf die Stadt Wünschelburg und weiterer lateinischer Schriften.

## Leben
Georg Partack entstammte einer Reinerzer Familie und lebte später in Wünschelburg, das er selbst im Vorwort zu seinem Lobgedicht als seine „Wahlheimat“ bezeichnet. Mit finanzieller Unterstützung des Wünschelburger Stadtrats studierte er Evangelische Theologie und Philosophie an der Universität Wittenberg, wo er für das Jahr 1592 in einer Liste der immatrikulierten Studenten erfasst ist. 
Erste Spuren von Georg Partack führen in das Jahr 1591. Damals erschien von ihm in Leipzig ein elegisches Gedicht über die „Wache und die Pflichten der Heiligen Engel“, das „ex officina typographica Abrahami Lambergi“ gedruckt wurde. Dieses Gedicht trug Partack am Michaelsfest desselben Jahres am Breslauer Elisabethgymnasium vor.
1592 verfasste er als „Georgius Partackius Reinhartzensis“ das Loblied auf Wünschelburg:
„DESCRIPTIO antiqvae, celebris Caesareae, et in confinio Bohemiae sitae ciuitatis WVNSCHELBVRGAE carmine heroico exposita a GEORGIO PARTACKIO REINHARTZENSI“. 
In der Einleitung des Lobgedichts erwähnt Georg Partack die Wünschelburger Stadträte Teubrecht und Jacob sowie den Stadtschreiber Hohaus, denen er das Werk mit einer Widmung geschickt hatte. Ebenso werden das Entstehungsjahr 1592 und die Druckerei Gronenberg in Wittenberg genannt. Zu gleicher Zeit studierte auch Georg Partacks Freund Elias Wittiber „Wunschelburgensis“ in Wittenberg, der für das Loblied ein mehrzeiliges Epigramm auf Georg Partack mit dem Titel „EPIGRAMMA AD GEORGIVM PARTACKIVM REINHARTZENSEM“ verfasste. Ein weiteres Epigramm mit der Widmung „AD ERVDITVM ET PIUM IVVENEM GEORGIUM PARTACKIVM REINHARTZENSEM; Philosophiae Studiosum“ stammt von Johannes Murstaterus Sinfurtensis.
Das in Klassischem Latein verfasste Lobgedicht besteht aus 388 Versen. Darin preist er im Stil des humanistischen Städtelobs die landschaftlichen Schönheiten mit Wäldern, Tälern und Fluren Wünschelburgs sowie das Stadtbild mit drei Toren, Stadtmauer, drei Kirchen, Rathaus, Schule sowie Lehm- bzw. Steinhäusern u. a. Gerühmt werden auch die geschickten Handwerker, vor allem die weit über die Stadtgrenzen hinaus bekannten Schmiede und Tuchmacher. Trotz der vielen Drangsale, die Wünschelburg zu erleiden hatte, u. a. die Zerstörungen und Verwüstungen beim Überfall durch die Truppen des ungarischen Königs Matthias Corvinus 1469, die von Braunau aus mehrmals unter ihrem Anführer Franz von Hag in Wünschelburg einfielen, erholte sich die Stadt immer wieder.
Dass der Verfasser Protestant war, wird daran deutlich, dass das Loblied auch gehässige Verse gegen die Katholiken und den Papst enthält. Am Schluss des Loblieds ermahnt der Verfasser die Bürger zu Gottvertrauen, Gerechtigkeit und Barmherzigkeit. Mit der Anrufung Gottes, die Stadt und den Stadtrat zu schützen und die drohende Gefahr durch den 1591 ausgebrochenen Türkenkrieg abzuwenden, endet das Gedicht.
Das einzige erhaltene Exemplar des Lobgedichts befand sich vor 1885 in der Stadtbibliothek Breslau. Vom dortigen Stadtarchivar Markgraf erhielt der Glatzer Heimatforscher Franz Volkmer die Erlaubnis zur Anfertigung einer Abschrift.

## Weitere Veröffentlichungen
- mit Elias Ehinger:
  - Theses Ethicae De Temperantia, Ex III. Libri Aristotelis Ad Nicomachvm, Capitibus 10. 11. 12. depromtae. Witebergae, Gronenbergius, 1594 Digitalisat
  - Theses De Forma, Metaphysice Considerata, Witebergae, Gronenbergius, 1594 Digitalisat
- Beitrag in: CARMINA hodoiporika ORNATISSIMO, EXIMIO PIETATE, SOLIDA ERV-DITIONE, AC VIRTVTE PRAESTANTI IV-veni Dn. Salomoni Zebitzero Laubanensi Lusatio, cum ex inclyto, & illustri VVitebergensium Lyceo V. Idus Martij Anno exuberantis gratiae M D VC ad suos se conferret. Scripta à contubernalibus, popularibus, et amicis ...;  Wittenberg, Matthaeus Welack (Witwe), 1595[2]
- Ausführliche und wolgegründte Trostpredigt, uber den schönen, ausbündigen ... Spruch ... Pauli, Rom. 8. Ich halte es dafür, daß dieser zeit leiden der Herrlichkeit nicht werth sey ... Darinnen uns ... wie wir uns in Creutz, trübsal ... gedüldig erzeigen, sollen, gewiesen wird.  Schmalkalden, Schmück 1600 (durch M. Georgium Partackium)[3]